# Кјеза (Месина)
Кјеза (итал. Chiesa) је насеље у Италији у округу Месина, региону Сицилија.
Према процени из 2011. у насељу је живело 194 становника. Насеље се налази на надморској висини од 631 м.